# Henri VIII (Shakespeare)
Pour les articles homonymes, voir Henry VIII.
La Fameuse Histoire de la vie du roi Henri le huitième (The Famous History of the Life of King Henry the Eighth) est l'une des dernières pièces écrites par William Shakespeare en collaboration avec John Fletcher, basée sur la vie d'Henri VIII d'Angleterre.
Un autre titre All Is True est répertorié dans les documents de l'époque ; le titre Henry VIII n'apparaît que dix ans plus tard, lors de la publication de la pièce dans le Premier Folio en 1623. C'est d'ailleurs sous le titre All Is True que la pièce est publiée dans The Oxford Shakespeare. The Complete Works.
Pendant l'une des premières représentations, l'après-midi du 29 juin 1613, la bourre enflammée d'un canon de théâtre, utilisé pour des effets spéciaux, a mis le feu au toit du théâtre du Globe qui était couvert de chaume, provoquant l'incendie de tout le bâtiment. L'accident est relaté dans une lettre du 2 juillet par Sir Henry Wotton, ambassadeur à Venise qui se trouvait alors à Londres. Selon une autre source, le théâtre était noir de monde, qui venait voir une pièce « qui n'avait été jouée que deux ou trois fois auparavant ». Personne ne fut blessé, sauf un homme légèrement brûlé en sauvant un enfant qui aurait péri dans les flammes sans son intervention.

## Popularité
Au XIXe siècle, Henri VIII était l'une des pièces de Shakespeare les plus à la mode en Grande-Bretagne. Les mises en scène comportaient d'imposantes et spectaculaires reconstitutions de monuments de l'époque du règne d'Henri VIII, dans le plus pur style du théâtre victorien. Depuis, la pièce a perdu de sa popularité et ses mises en scène demeurent extrêmement rares. Une production de la Royal Shakespeare Company en 1996-1997 a cependant remporté un grand succès.

## Composition
La pièce fut probablement composée dans les premiers mois de l'année 1613. L'analyse stylistique indique que la pièce a été écrite par Shakespeare en collaboration avec John Fletcher, confirmé par des analyses stylométriques de Petr Plecháč en 2020,.
La pièce a pour sujet les relations entre Henri VIII d'Angleterre, Catherine d'Aragon, Anne Boleyn et le cardinal Thomas Wolsey. Elle décrit les événements à la source de l'anglicanisme. 
Shakespeare a puisé aux meilleures sources et certaines de ses pages ne sont même guère que de la mise en vers de la prose des chroniqueurs selon F.-H. Hugo. Si les événements sont historiquement assez exacts, du moins a-t-il quelque peu bousculé et très fortement resserré la chronologie de ceux-ci. La pièce se déroule au palais de Westminster et au château de Kimbolton.

## Personnages

### Personnages masculins
- Le roi Henri VIII ;
- Le cardinal Wolsey[N 2] ;
- Le duc de Buckingham[N 3] ;
- Le duc de Norfolk[N 4] ;
- Le duc de Suffolk ;
- Le comte de Surrey[7] ;
- Le cardinal Campéius[8], légat du pape ;
- Capucius, ambassadeur de Charles Quint ;
- Gardiner, secrétaire du roi, ensuite évêque de Winchester ;
- L'évêque de Lincoln ;
- Lord Abergavenny[7] ;
- Lord Sands ;
- Sir Henry Guilford ;
- Sir Thomas Lovell ;
- Sir Anthony Denny ;
- Sir Nicholas Vaux ;
- Cranmer, archevêque de Cantorbéry ;
- Cromwell, serviteur de Wolsey, ensuite secrétaire du roi ;
- Griffith, gentilhomme-huissier de la reine Catherine ;
- Le docteur Butts, médecin du roi ;
- L'intendant du duc de Buckingham[N 5] ;
- Brandon et un sergent d'armes ;
- Secrétaires de Wolsey ;

- Un gentilhomme du roi ;
- Un gentilhomme de la reine ;
- Trois gentilshommes ;
- Un huissier de la Chambre du Conseil ;
- Un portier et son valet ;
- Un page de Gardiner ;
- Un huissier audiencer.

### Personnages féminins

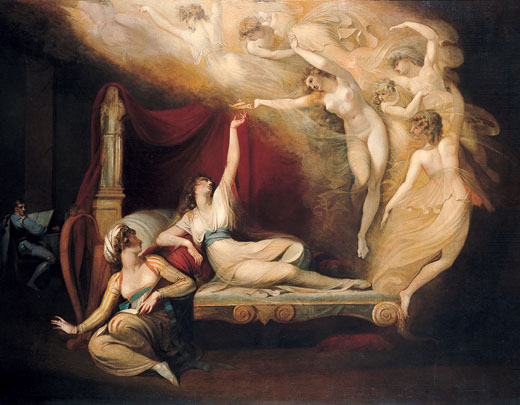
Le Rêve de la reine Catherine, huile sur toile de Johann Heinrich Füssli basée sur la pièce.

- La reine Catherine d'Aragon, femme d'Henri VIII, dont celui-ci veut se débarrasser ;
- Anne Boleyn[9], demoiselle d'honneur de Catherine, ensuite reine ;
- Une vieille dame de la cour, amie d'Anne Boleyn ;
- Patience, femme de chambre de la reine Catherine ;
- Des esprits apparaissant à Catherine ;
- Lords et ladies, femmes de service de la reine Catherine, scribes, officiers, gardes, etc.